# Лундман, Бертиль
Бертиль Йоханнес Лундман (швед. Bertil Johannes Lundman) (1899, Мальмё — 1993, Уппсала) — шведский антрополог, классификатор рас.

## Биография
Бертиль Лундман был сыном почтмейстера Фредрика Лундмана и его жены Элин, урожденной Бьоркман. После окончания гимназии в Вестеросе в 1921 году он поступил в Упсальский университет, где в 1925 году получил степень бакалавра ботаники, географии и метеорологии. В 1935 году он получил степень бакалавра богословия. В 1945 г. он защитил докторскую степень по философии, защитив диссертацию по антропологии населения провинции Даларна, и в 1947–1970 гг. работал доцентом физической антропологии.
Он был почетным членом Географической ассоциации Упсальского университета с 1966 года до своей смерти.
Его завещанные средства послужили основой для создания в 1994 году фонда Extensus Foundation, который поддерживает исследования и распространение знаний в области экологии растений.
Лундман похоронен на старом кладбище Уппсалы.

## Исследования
Лундман использовал традиционное деление человеческих рас с некоторыми модификациями, но уже в 1930-х годах говорил о популяциях («folkstockar») и определял расы на основе сравнительно однородных популяций, а не типов, как в более старой антропологии, которую он называл «близоруким измерением черепов» (närsynt  skallmätande), таким образом предвосхитив современное изучение человека.
Во время работы над докторской диссертацией, включавшей антропологическое исследование населения Даларны, Лундман заявил, что открыл ранее неизвестную в Швеции расу, вероятно, происходящую от кроманьонской культуры, так называемую тюдальскую расу (tydalsrasen), названную в честь норвежской деревни, где ее ранее изучали норвежские антропологи. В конце своей карьеры Лундман заинтересовался группами крови и исследовал деление населения на основе аллелей крови.
На основе уже известного материала Лундман исследовал и описал антропологические условия Швеции и проследил различные типы современного населения вплоть до древних групп. Еще до своего большого исследования типов населения в Даларне, где, по его словам, было проведено более 11000 измерений черепа, он установил наличие светловолосого расового типа, который он назвал «вестманландским типом», который ранее обнаружил немецкий антрополог Фриц Паудлер: этот тип тождественен так называемой фальской расе в немецкой антропологии.
Лундман критиковал расового биолога Хермана Лундборга («энтузиаст, но недальновидный человек без особых научных способностей») и своего современника, американского антрополога Карлтона С. Куна («запутанная систематика»).
В 1950-х годах концепция расы стала подвергаться сомнению, а исследование Лундмана подверглось критике по принципиальным соображениям. Он считается последним шведским антропологом, который основывал свои исследования на расизме. По крайней мере, в конце своей жизни Лундман «полностью отказался» от расизма.

## Избранные произведения
- Västmanlandstyper, Julläsning, Västmanlands läns tidning (1931)
- Folktypsundersökningar i Dalarna I-IX, Dalarnas hembygdsbok (1932--38, 1940, 1946)
- Nordens rastyper, (1940)
- Jordens människoraser och folkstammar, (1943-44)
- Dalaallmogens antropologi (doktorsavhandling), (1945)
- On the Origin of the Lapps, Ethnos (1946)
- Nutidens människoraser (1946)
- Raser och folkstockar i Baltoskandia (1946, 1967)
- Ergebnisse der anthropologischen Lappenforchung, Anthropos (1952)
- Umriss der Rassenkunde des Menschen in geschichtlicher Zeit (1952)
- Stammeskunde der Völker (1961)
- Blutgruppenforschung und geograpische Anthropologie (1967)
- The Races and Peoples of Europe (перевод на английский, 1977)
- Minnen (мемуары, 1987)
- Jordens folkstammar (1988)